# Сапунов, Владимир Борисович

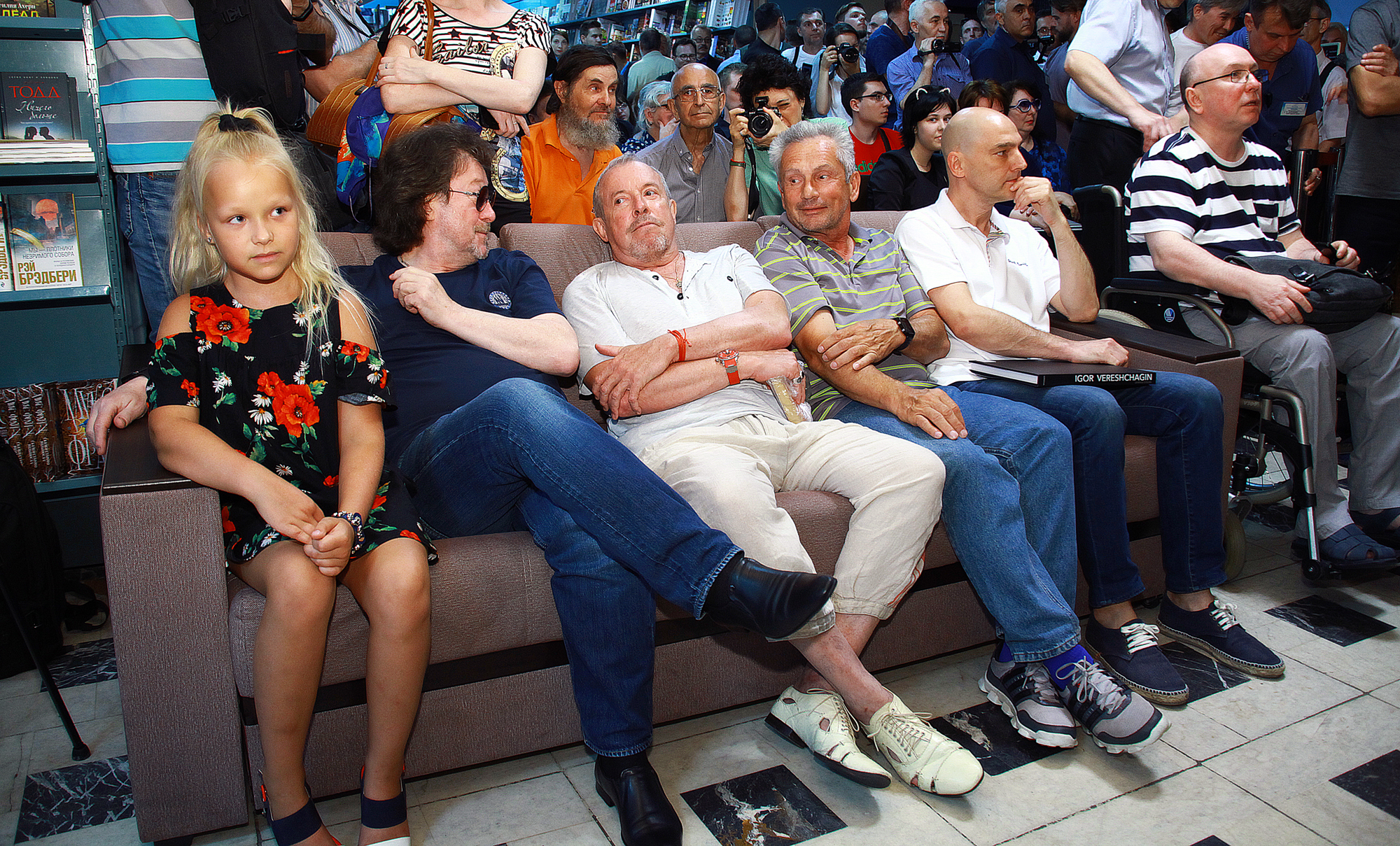
группа Машина времени (Кутиков, Макаревич, Ефремов, Державин) и Владимир Сапунов

Владимир Борисович Сапунов (29 декабря 1952, Краснослободск — 5 мая 2018, Москва) — директор-администратор групп «Воскресение» (1994—2018) и «Машина времени» (1996—2017), старший брат музыканта Андрея Сапунова (1956—2020).

## Биография
Владимир Борисович Сапунов родился 29 декабря 1952 года в Краснослободске Волгоградской области, в семье учителя физики Бориса Сапунова. Учился в Москве, когда туда перебрались родители. В конце 1960-х годов играл с младшим братом в школьной группе «Эльфы» на школьных вечерах.
Писать стихи начал в 1969 году.
Окончил Московский энергетический институт, работал инженером, затем — одним из руководителей Дворца спорта «Лужники».
Один из основателей радио «Максимум», с 1991 года по 1994 год работал заместителем директора этой радиостанции (гендиректор — Артур Селищев).
В последние годы был директором-администратором групп «Воскресение» (1994—2018)  и «Машина времени» (с сентября 1996 по 2 ноября 2017).
В 2009 году предложил свою песню «На паре крыл» для альбома Машины времени «Машины не парковать» (на стихи Семёна Кирсанова), песня была написана в 1976 году.
Со временем Владимир Сапунов стал выкладывать в Интернет свои стихи разных лет, затем вышла книга стихов, позднее вышла вторая книга.
С 2007 года передвигался на инвалидной коляске в связи с опухолью спинного мозга.
В 2014 году вместе с Андреем Державиным подписал письмо в поддержку российского президента и его политики в Крыму и на Украине.
Директором «Машины времени» перестал быть со 2 ноября 2017 года, перед гастролями на Украине.
Владимир Борисович Сапунов умер в Москве 5 мая 2018 года в возрасте 65 лет от злокачественной опухоли спинного мозга. Похоронен 10 мая 2018 года на Востряковском кладбище, 16-й участок, захоронение № 148.

## Отзывы о Владимире Сапунове
Андрей Макаревич:

Ушел Вова Сапунов. Мы много лет работали вместе. И он был нашим другом. А еще он был мужественным человеком — противостоял смертельной болезни. Болезнь победила. Очень грустно. 06.05.2018 — 
Александр Кутиков:

Из всех директоров, что были у «Машины», Вовка — самый профессиональный. А по своим личностным качествам, он просто редкий человек. Я считаю, что наше сотрудничество с ним на протяжении стольких лет — большая удача для группы. В сложных ситуациях, которые происходили у нас и в 90-х, его слова и действия во многом помогли «МВ» сохраниться. (Из книги 2009 — Марголис М. Затяжной поворот: История группы «Машина времени».) .— 
Валерий Ефремов:

Вова Сапунов, с моей точки зрения, по духу составляет с «МВ» единое целое, что, конечно, очень ценно. (Из книги 2009 — Марголис М. Затяжной поворот: История группы «Машина времени».)— 
Андрей Державин:

Будучи знакомым с очень большим количеством директоров и администраторов, могу сказать, что Володя Сапунов — самое большое достояние «Машины». Он для «МВ», как Джордж Мартин для «Битлз». Сапунов — это такая глыба, личность. Уровень его внутренней культуры потрясает. Он, не являясь столь популярным, как музыканты «Машины», может одним словом поставить на место любого из них. При этом я ни разу не слышал, чтобы он повышал голос. Володя, кстати, пишет потрясающие стихи, у него отличное чувство юмора и он здорово поет. (Из книги 2009 — Марголис М. Затяжной поворот: История группы «Машина времени».) — 

## Личная жизнь
- Жена — Татьяна Сапунова[1].

## Дискография
- 2014 — Бег In The USSR. Песни Владимира Сапунова[20].

1. Машина времени — На паре крыл (слова: Семён Кирсанов — 1934[21]) (музыка: Владимир Сапунов — 1976)
2. Сергей Галанин — Сколько зла (1974)
3. Батырхан Шукенов — Люди спешат (1975) — Владимир Сапунов, Александр Журавлёв
4. Ромарио — 10 «А» (1975) — Владимир Сапунов, Александр Журавлёв
5. Оркестр Папоротник — Порно блюз (1970) — Владимир Сапунов, Александр Журавлёв
6. Сергей Галанин — Метаморфозы (1980) — Владимир Сапунов, Александр Журавлёв
7. Владимир Сапунов — Слон (1973) — Владимир Сапунов, Андрей Сапунов, Александр Журавлев
8. Евгений Маргулис — Как часто (1979)
9. Владимир Сапунов — Старая дорога (1974) — Владимир Сапунов, Александр Журавлёв
10. Евгений Маргулис — Прагматик и поэт (1977—1987)
11. Владимир Сапунов — Посвящение Т… (жене Татьяне) (1984)[1]
12. Батырхан Шукенов — Люди спешат
13. Евгений Маргулис — Прагматик и поэт
14. Сергей Галанин — Метаморфозы

Музыка и слова: Владимир Сапунов

## Книги
- 2014 — Аритмия (продаётся вместе с диском «Бег In The USSR»)
- 2014 — Зарифмованная грусть (продаётся вместе с диском «Бег In The USSR»)[23]
- Страсти по майдану. Хроники Донбасса

### Упоминание в книгах
- Подгородецкий П. Машина с евреями. — М.: АСТ, 2007. — ISBN 5-17-041435-8.
- Марголис М. Затяжной поворот: История группы «Машина времени». — СПб.: Амфора, 2009. — ISBN 978-5-367-00880-7.
- Миров С. «Воскресение»: Книга о музыке, дружбе, времени и судьбе. — М.: АСТ, 2017. — (Легенды русского рока). — ISBN 978-5-17-098957-7.

## Фильмография
- 2012 — Машина времени. ТайМашин: Рождение эпохи — документальный фильм — режиссёр Максим Капитановский[24]

## Клип
- 2016  — Владимир Сапунов — Слон[25]